# Pollicipes pollicipes
Pollicipes pollicipes (syn. Mitella pollicipes) is een rankpootkreeftensoort uit de familie van de Pollicipedidae. De wetenschappelijke naam van de soort is voor het eerst geldig gepubliceerd in 1790 door Gmelin.